# Реката (Гърция)
Вижте пояснителната страница за други значения на Реката.
Реката (на гръцки: Το Ποτάμι, То потами) е малка центристка социаллиберална политическа партия в Гърция.

## История и развитие
Партията е създадена в началото на 2014 година от телевизионния водещ Ставрос Теодоракис, който отхвърля традиционните партии, но заема центристки проевропейски позиции.
„Реката“ се представя успешно на европейските избори през 2014 г. и избира двама евродепутати. Те се присъединяват към фракцията Прогресивен алианс на социалистите и демократите, но не и към Партията на европейските социалисти
На изборите през януари 2015 г. „Реката“ става четвърта политическа сила, но остава в опозиция, тъй като СИРИЗА предпочита да направи коалиция с консервативната евроскептична партия „Независими гърци“. Постепенно повечето депутати на партията я напускат. През януари 2019 г. в навечерието на гласуването на Преспанското споразумение тя остава само с трима народни представители и без право на самостоятелна парламентарна група. Лидерът Тедоракис и другите двама депутати гласуват за ратификацията на Преспанското споразумение.
Партията постепенно губи подкрепата на избирателите си и на европейските избори през май 2019 получава ниския резултат от само 1.5%. Партията се оттегля от участие в парламентарните избори през юли 2019 и не е представена в парламента.

## Участие в избори
| Година           | Тип избори    | гласове | %             | спечелени места от общия брой | +/- | Бележки |
| ---------------- | ------------- | ------- | ------------- | ----------------------------- | --- | ------- |
| 2014             | европейски    | 377 438 | 6.6 (5 място) | 2 / 21                        | 2   |         |
| 2015 (януари)    | парламентарни | 373 868 | 6.1 (4 място) | 17 / 300                      | 17  |         |
| 2015 (септември) | парламентарни | 222 165 | 4.1 (6 място) | 11 / 300                      | 6   |         |
| 2019             | европейски    | 86 003  | 1.5 (9 място) | 0 / 21                        | 2   |         |